# Zoektocht in Katoren
Zoektocht in Katoren is een boek uit 2007 van Jan Terlouw, uitgegeven door Lemniscaat. Het is een vervolg op het in 1971 verschenen boek Koning van Katoren.

## Verhaal

### Adelheid
Katoren, Stach wordt ouder en regeert inmiddels al veertig jaar. In zijn land woont Koss die een geitenhoeder is. Hij woont halverwege een berg nabij Ekilibrië. Zijn vader is dood en zijn moeder heeft alzheimer. Hij ging tot zijn 15de naar school, ondanks dat de leerplicht in Katoren tot 16 is. Tijdens het geitenhoeden hoger op zijn berg, rust hij uit bij een vervallen villa. De villa is jaren geleden verlaten en vervallen. Koss vindt op de bovenste verdieping een oude vrouw. De oude vrouw genaamd Adelheid is naar haar oude huis teruggekomen om te sterven. Zij leert Koss dat je niet per se vindt wat je zoekt wanneer je zoekt, maar je vindt waarschijnlijk wel iets anders. Ook vertelt zij over haar zoektocht naar haar als kind ontvoerde zoon, Robert. Dit is inmiddels 60 jaar geleden. Robert was toen 3 jaar oud. Adelheid geeft Koss haar medaillon met daarin een foto van haar en haar zoon en een haar van Adelheid indien een DNA-test nodig is. Ook krijgt hij een envelop met een smak geld: 3000 dukators. Zij vertelt Koss over haar laatste spoor. Een Caroso-gitaar in het blad "Minder en omstreken". Als Adelheid overleden is, gaat Koss de berg af, op zoek naar Robert na wat moeilijkheden met de gemeente.

### Beterdam
Koss loopt langs de rivier de Beter omdat hij weet dat de Beter leidt naar het Mindermeer en hij vermoedt dat de stad Minder aan dat meer ligt. Vroeger was er daar een wethouder Kevelam die vond dat alles beter kon. De energiecentrale liep op olie. Dus is er in de rivier een dam gebouwd: de Beterdam. Nadat de dam was gebouwd kon er geen zalm meer omhoog zwemmen in de Beter, want zalmen paren in de bergen. Daarom werd er een vistrap gebouwd zodat ze omhoog zwemmen. Hierdoor konden de zalmen paren. De jongen stierven echter in de schoepen van de dam wanneer ze terug naar de zee zwemmen. Dit kon beter, dus werd de vistrap afgebroken. Daarom is er tegenwoordig een grote zalmkwekerij opgericht door die wethouder Kevelam en tegenwoordig bestuurd door zijn zonen, die bijna alle energie van de dam verbruikt. De situatie is dus als resultaat niet veranderd, maar de wethouder verdient met al die zalm natuurlijk wel veel. Slechts een enkeling uit Loonstad protesteerde, deze man zong een protestlied. Koss trekt verder naar de stad Minder, waar Adelheid dacht dat haar zoon zou zijn.

### Minder
In Minder komt Koss twee leeftijdsgenoten tegen genaamd Steven en Marc, de jongens hebben het over de jeugdjury. Marc kan niet deelnemen door een tentamen. De jongens raken in gesprek en Koss biedt aan Marc te vervangen bij de jeugdjury. Tot die tijd kan Koss blijven slapen bij Steven. Koss ontdekt dat Minder een rare stad is, de inwoners gedragen zich bijzonder braaf en netjes. Als hij plotseling stopt en iemand daardoor tegen hem opbotst komt Koss erachter waarom. De oude man biedt zijn verontschuldigingen aan en vraagt of Koss zijn verzekeringsgegevens wil voor een schadeclaim. Zo keurig zijn de mensen van Minder niet. Ze zijn bang een schadeclaim aan hun broek te krijgen, dus houden ze afstand van elkaar. Bij de jeugdjury blijft Koss zich verbazen over de regelgeving van Minder, hierdoor komt hij in contact met Lotte. Steven en Koss zoeken Lotte op, Steven omdat hij Lotte leuk vindt en Koss omdat zij gitaar speelt, net als Robert. Via haar komt Koss erachter dat iemand in Regelrecht de gitaar bouwt die Koss zoekt. Voordat Koss vertrekt, gaan Steven en hij zeilen op het Mindermeer. Ze leggen aan op het eiland Minst, waar inwoners uit Minder wonen die al hun schadeclaimprocessen hebben gewonnen. De jongens merken dat de bewoners van Minst daar niet gelukkiger van worden.

### Regelrecht
Als Koss na een lange treinreis en voettocht aankomt in Regelrecht moet hij zich inschrijven. Als bewijs van zijn inschrijving krijgt hij een stempel op zijn arm. Ook in het hotel en het theater moet Koss zich inschrijven en krijgt hij een stempel. Dit alles om terroristen af te schrikken. Koss hoort dat de stad vroeger Vrijstad heette, maar de stad heeft regelrecht gekregen doordat ze een invasie vanuit Eltoren hebben tegengehouden en is van naam veranderd. Het papieren invullen gaat Koss langzaamaan tegenstaan. Inwoners van Regelrecht worden bij overtredingen naar het Correctorium gestuurd. Koss besluit er een kijkje te gaan nemen. Het gebouw lijkt wel een gevangenis. Terwijl Koss in het gras zit, gaan de deuren open en komt er een meisje naar buiten. Zij komt bij Koss zitten en vertelt hem dat ze Valérie heet. Zij moest naar het Correctorium omdat ze met een jongen heeft gekust zonder eerst elkaars gezondheidsverklaringen te hebben gezien. De volgende dagen gaan Valérie en Koss samen op zoek naar Robert. Via een muziekwinkelbediende komen ze op de familienaam Zarfani, maar deze familie is inmiddels weer vertrokken uit Regelrecht. Omdat hun zoon satirische liedjes zong over de bureaucratie in Regelrecht. Na meer formulieren en meer stempels weet Koss dat de familie Zarfani en hun zoontje Gilliam zijn vertrokken naar Meienzorg. Gilliam is mogelijk de nieuwe naam van Robert

### Meienzorg
Koss besluit het eind naar Meienzorg te gaan lopen. Hij denkt na over de verschillende steden en de mensen die hij heeft gezien. Via dorpjes als Eetlust, Sterrenburg en Bood- en Landschap komt Koss aan in Meienzorg. Daar staat een groep dorpelingen bijeen bij de oude stadsput. Tobias, een hangbuikzwijntje, is erin gevallen. Koss klimt in de put om het dier te redden. Hij slaapt in de jeugdherberg van Jurgen Wildeman. Zij raken in gesprek en Koss maakt kennis met zijn aapje; Olijk-Hartje. Bijna iedereen in Meienzorg heeft een huisdier en vertroetelt deze. Jurgen neemt Koss mee naar de rand van de stad om hem uit te leggen waarom. Rondom Meienzorg liggen ‘varkenshotels’. Varkens zijn de productiemiddelen van de stad. De stank en de productiemethodes in de hotels maken Koss ziek. De mensen van Meienzorg vertroetelen hun huisdieren zo om hun geweten te sussen. Terug in de stad gaat hij verder op zoek naar de zoon van Adelheid. Hij vindt het oude huis van de familie Zarfani. De nieuwe bewoners kunnen hem vertellen dat Gilliam Zarfani protestliederen tegen de bio-industrie zong. Uiteindelijk heeft de familie moeten verhuizen naar Loonstad. Koss neemt afscheid van Jurgen en Olijk-Hartje en vertrekt met de trein.

### Loonstad
Rondlopend in Loonstad komt Koss weinig mensen tegen tot hij een kleine jongen ziet huilen. Het jongetje heet Remco. Koss brengt hem naar huis, naar de oppas, maar Remco wil dat Koss blijft. Remco’s ouders komen pas tegen achten thuis. Tegen die tijd heeft Koss Remco’s fantastische speelgoed mogen bekijken. Dat dient als compensatie voor de afwezigheid van zijn ouders. Koss kan bij hen blijven logeren en geniet van alle luxe in het huis. De volgende dagen is Koss de oppas van Remco. Als het jongetje op school zit, zoekt Koss verder naar Gilliam Zarfani. Remco veroorzaakt onder invloed van Koss een opstand zodat hun ouders meer tijd met ze doorbrengen. Het is echter lastig zoeken naar Gilliam omdat er alleen een klein krantenbericht te vinden is. Viavia komt Koss uit bij Anna Sierlijk, een alleenstaande moeder, die het klokkenspel van de stad bespeelt. Haar pleegnichtje was met Gilliam getrouwd. De familie Zarfani had een winkel in Loonstad, maar zijn verhuisd naar Cnocke en Spalk. Het valt Koss zwaar om weer afscheid te moeten nemen. Hij vertrekt lopend naar Cnocke en Spalk.

### Cnocke en Spalk
In de stad Cnocke en Spalk schieten de gesprekken met Adelheid voortdurend door Koss’ hoofd. Cnocke en Spalk is net zoals Afzette-Rije twee steden gescheiden door een rivier onder hetzelfde stadsbestuur. Op de brug tussen de twee delen van de stad vindt Koss een mooi meisje. Ze huilt, dus gaat hij naar haar toe. Via haar, Vulcana, komt Koss alles te weten over Cnocke en Spalk. In Cnocke worden wapens gemaakt die verkocht worden aan El-Ende, het buurland. Dit land is in een burgeroorlog verwikkeld en Cnocke levert aan beide partijen. Het land wordt bevolkt door donkere mensen in twee verschillende tinten. Zij voeren als sinds mensenheugenis oorlog. Een aantal jaar terug echter werden er diamanten gevonden waarvoor de hele wereld belangstelling toont. Cnocke is het dichtstbij en zij leveren dus de meeste wapens. Hierdoor is Cnocke zeer rijk. Een groot deel van het belastinggeld van Cnocke gaat naar Spalk. Spalk gebruikt dat geld om de slachtoffers van deze burgeroorlog te helpen met vele vrijwilligers. Door de tijd die Koss en Vulcana samen doorbrengen staat de zoektocht naar Gilliam op een laag pitje. Koss wordt verliefd op haar. Als hij Vulcana alles vertelt over wat hij gezien heeft op zijn reis, vraagt zij of Koss ook iets gedaan heeft aan het onrecht dat hij heeft gezien. Koss zit met deze vraag in zijn maag, want hij heeft niets gedaan. Vulcana gaat als vrijwilliger naar El-Ende en geeft Koss bij haar vertrek het boek over de zeven opdrachten van koning Stach. Volgens Koss ondernam Stach wel actie en werd koningin Kim daarom verliefd op hem.

### Treinexplosie
Zonder Vulcana voelt Koss zich alleen. Hij neemt een kijkje op het terrein van de wapenfabriek in Cnocke. Daar staat een volgeladen trein klaar om naar El-Ende te vertrekken. Koss blijft zich afvragen wat Stach gedaan zou hebben. Steeds helderder wordt de gedachte in zijn hoofd: De trein moet worden opgeblazen. Ondanks twijfels begint Koss aan de voorbereidingen voor zijn plan. Hij lokt de bewakers weg bij de trein, gooit benzine over de trein en steekt alles aan. Er volgen verschillende explosies en een metershoog vuur. Koss weet dat veel mensen hem hebben gezien tijdens de voorbereidingen, maar zet het toch op een lopen. Na drie-en-een-half uur heeft de politie Koss al gevonden. De wapens kunnen niet meer gebruikt worden om mensen te vermoorden.

### Terugkeer van Vulcana
Vulcana, terug uit El-Ende, merkt dat het kastje van Koss nog niet is doorzocht door de politie. Vulcana pakt alleen Koss' notitieblokje weg. Daarin heeft Koss alle namen en adressen van zijn vrienden opgeschreven. Vulcana schrijft een emotionele e-mail aan Steven, Lotte, Valérie, Jurgen en Anna met het verzoek of zij naar Cnocke en Spalk komen. Tot zij er zijn, gaat Vulcana elke dag kijken bij de gevangenis. Deze ziet er ontoegankelijk uit. Een gracht, bewakers met honden en om de zoveel tijd een klokkenspelmelodie, als teken van de bewakers dat alles goed is.

### Rechter Wegener
De hoogste rechter van Cnocke en Spalk, mevrouw Wegener, wordt belast met de zaak van Koss. Zij zit ermee in haar maag. De jongen maakt een sympathieke indruk, maar geeft toe dat hij de trein heeft opgeblazen. Zij weet zeker dat het proces de discussie over de wapenfabrieken weer zal doen oplaaien. Zijzelf staat ook niet helemaal onbevooroordeeld tegenover de wapenfabrieken. Zij hoort bij de Spalk-zijde van de stad. Toch moet mevrouw Wegener straks een oordeel vellen. De gevangenisdirecteur, meneer Philipse, verzoekt Mevrouw Wegener om Vulcana laten oppakken omdat zij elke dag rond de gevangenis zwerft. Hij is bang dat zij de terrorist, Koss, wil helpen ontsnappen. Mevrouw de rechter geeft echter geen toestemming wegens gebrek aan bewijzen en wijst hem erop dat Vulcana verliefd is. De rechter en de gevangenisdirecteur nemen samen het veiligheidsbeleid van de gevangenis door. Koss zit alleen in de best beveiligde cel met een apart slot. Bovendien moeten de bewakers elk kwartier het klokkenspel bespelen, als signaal dat alles goed is.

### De ontsnappingspoging
Als alle vrienden zijn aangekomen in Cnocke en Spalk hebben ze elkaar veel verhalen te vertellen. Samen nemen zij het besluit om Koss te gaan bevrijden uit de gevangenis en gaan uiteen om voorbereidingen te treffen. Steven en Jurgen lopen als toeristen verkleed richting de gevangenis, maar zij hebben een opblaasbaar bootje bij zich. Lotte en Valérie gaan naar het café waar de bewakers van de gevangenis komen eten en gaan proberen de bewakers over te halen hen de gevangenis te laten zien. De meiden hebben succes. In het wachtlokaal zet Lotte koffie, maar mengt er voor de bewakers een slaapmiddel door. Als de bewakers slapen, zoeken ze de extra sleutel voor Koss’ cel en seinen naar de jongens dat de kust veilig is. Jurgen die goed met beesten om kan gaan, krijgt de honden stil. Anna, die ook meegekomen is, speelt op het klokkenspel.
Het vijftal gaat op weg naar Koss, ondertussen bellen zij Vulcana dat alles is gelukt. Zij kon niet helpen bij de bevrijdingsactie omdat de bewakers haar kennen. Snel hebben ze de cel open, maar Koss wil niet vluchten. Hij wil berecht worden voor wat hij heeft gedaan. Een van de bewakers is wakker geworden en slaat alarm, de vrienden worden opgesloten. Alle vijf worden apart in een cel gezet. Jurgen is niet helemaal alleen, Olijk-Hartje zit verstopt in zijn jas. Hij geeft het aapje een briefje voor Vulcana. Zij heeft al door dat er iets mis is gegaan, maar is blij met het briefje van Jurgen. Dat Koss niet wilde vluchten had ze kunnen weten. De verslagen van de verhoren van de vrienden komen bij mevrouw Wegener terecht. De politie heeft geen overeenkomsten kunnen vinden tussen de vrienden en vermoedt dat Koss een belangrijke man is in een grote nationale bende.

### Bezoek van koning Stach
In het paleis in Wiss tobt ook koning Stach over de situatie in Cnocke en Spalk. Hij heeft vertrouwen in rechter Wegener, maar besluit samen met koningin Kim op werkbezoek naar Cnocke en Spalk. De koning volgt een officieel programma maar Kim beslist zelf waar zij heen gaat. Zo kiest zij ervoor om, tot schrik van meneer Philipse, de gevangenis te bezoeken en te praten met Koss. Zij schat hem meteen goed in: Koss’ hart zit op de goede plaats én hij is verliefd. Vulcana wil met koning Stach spreken, maar zij wordt tegengehouden, zelfs gearresteerd. Toch heeft de koning haar opgemerkt en vraagt Kim om morgen met het meisje te gaan praten. Zelf brengt Stach die dag een bezoek aan mevrouw Wegener. Dat is de werkelijke reden van Stachs bezoek naar Cnocke en Spalk. Hij heeft in de paleisbibliotheek een boekje gevonden dat hij graag aan de rechter wil geven. Stach en Kim vertrekken vervolgens terug naar Wiss. Zij hebben vertrouwen in de liefde van Koss en Vulcana en het rechtvaardige oordeel van mevrouw Wegener.

### De rechtszaak
De rechtszaal is afgeladen vol als Koss en zijn vrienden worden voorgeleid. Er komt een lange rij getuigen langs. Daarna moeten ook Koss en zijn vrienden hun verhaal vertellen. Ten slotte vraagt mevrouw Wegener aan Koss waarom hij zo door het land heeft gereisd. Koss vertelt dat hij op zoek is naar Gilliam Zarfani, maar wil daar verder niets over kwijt. De volgende dag zal de rechter uitspraak doen. Die nacht slaapt Koss slecht. Hij is bang voor de toekomst, misschien moet hij wel de gevangenis in en dan ziet hij Vulcana nooit meer. Ook denkt hij aan Adelheid.
De vonnis van de rechter is duidelijk. Ondanks dat Koss nobele motieven had, heeft hij de wet overtreden en hij krijgt vijf jaar gevangenisstraf. Steven, Lotte, Valérie, Jurgen en Anna krijgen elk één jaar gevangenisstraf omdat ze hebben geprobeerd een gevangene te helpen ontsnappen. Maar, vervolgt mevrouw Wegener, onlangs was de koning hier en hij vertelde over de oude ministers die vroeger Katoren bestuurden. Op Regtoe na, verprutsten ze hun opdrachten en maakten ze het zelf erger. Dus besloot hij jurisprudentie toe te passen omdat hij niet goed kon beslissen hoe hij de ene meer moest straffen dan de anderen. Hij smeet daarom al hun schulden op een hoop en verdeelde deze onder de vijf ministers. Datzelfde is hier ook van toepassing, alle zes zijn ze verantwoordelijk. Daarom telt mevrouw de rechter de straffen op en verdeelt dit evenredig over de zes vrienden. Wat neerkomt op één jaar per persoon.

### Het nationale Koss-uur
De uitspraak levert een boel tumult op in de zaal. Allereerst staat er een man op die zegt Gilliam Zarfani te zijn en hij heeft geen idee waarom Koss hem zoekt. Maar bovenal voelt hij zich ook schuldig en wil hij meedelen in de straf. Ook Vulcana staat op en vraagt om mee te mogen delen in de straf. Steeds meer mensen sluiten zich hier bij aan. Iedereen voelt zich verantwoordelijk en wil meedelen in de straf. Mevrouw Wegener schorst de definitieve uitspraak op tot volgende week. In die week volgen er duizenden reacties uit heel Katoren, iedereen wil meedelen in de straf omdat de wetten ieders verantwoordelijkheid zijn en wat Koss deed was toch rechtvaardig. Het definitieve oordeel luidt dat het hele land de volgende zaterdag tussen tien en elf uur huisarrest heeft. Koss en zijn vrienden blijven tot zaterdag elf uur in de gevangenis, daarna worden zij vrijgelaten. En zo is het stil in Katoren, het nationale Koss-uur. Om elf uur komen Koss en zijn vrienden vrij. Koss geeft Gilliam Zarfani het medaillon van Adelheid en vertelt over haar. De vrienden vertrekken naar hun eigen stad en Koss en Vulcana blijven bij elkaar.
In het koninklijk paleis vraagt Kim aan Stach of hij deze gang van zaken had verwacht. Koning Stach geeft toe dat hij het niet zeker wist, maar dat hij het hoopte: ‘Mensen zijn zo consequent als een toverbal en zo voorspelbaar als een tsunami’.